# Napoleons
Les Napoleons (sans accent sur le « e ») est une société et un réseau de professionnels français fondé en 2014 par les publicitaires Mondher Abdennadher et Olivier Moulierac.

## Concept
Les Napoleons sont l'idée d'Olivier Moulierac et Mondher Abdennadher, deux anciens d'Euro RSCG, désireux de créer un « mini-Davos dédié aux acteurs de la communication » et plus largement de l'innovation. Créé en 2014 et porté par leur société « Momentum », qui ne publie pas ses comptes, le bureau des membres fondateurs fut au départ présidé par Anne Lauvergeon.
Dès sa création l'association bénéficie de l’appui de mécènes comme Richard Mille et d'entreprises telles que Google, American Express, Audi, DS Automobiles, Orange, Le Groupe La Poste ou la SNCF. Le « board », sorte de conseil d'administration, est composé de personnalités telles que Xavier Couture (ex-France Télévisions), Anne Méaux (présidente d'Image 7), mais aussi l'ex-ministre de la Culture Fleur Pellerin et l'homme d'affaires Henri Seydoux.
Cette communauté cherche à « rassembler tous les acteurs de l’industrie des communications (Médias, Digital, Télécoms, Publicité, Culture…) au sens large, intéressés par l’innovation et la transformation numérique ».
Pour Libération, « les Napoleons est un cercle de pouvoir, un club, un cénacle, comme il en existe beaucoup au sein de l’élite parisienne, à l’image du Siècle ou de l’Union interalliée ». Pour L'Humanité, il s'agit d'un « entre-soi qui ne dit pas son nom ».
Chaque année depuis 2015, Les Napoleons organisent deux sommets, en janvier à Val d'Isère et en juillet à Arles, réunissant les acteurs de l'innovation autour d'un thème choisi et d'intervenants. Selon Le Monde, ces rencontres susciteraient certaines crispations, car elles se déroulent principalement en vase clos, et parce qu'elles bénéficient de gratuités extraordinaires accordées par les municipalités ou la SNCF. La participation aux rencontres suppose en revanche d'acquitter une participation individuelle de 2 200 euros, au minimum.
Les débuts de la société sont difficiles. Cependant, en juillet 2017, François Hollande lance sa fondation « La France s’engage » lors du colloque des Napoleons à Arles, et le club organise le 2 décembre 2017 la venue de l'ancien président Barack Obama à Paris en session d'introduction à leur 7e sommet sur le thème de « la Peur » ; l'entreprise Orange aurait sponsorisé cette invitation, rémunérant l'ancien président américain à hauteur de 400 000 euros,, ce que les fondateurs contestent.
Début janvier 2019, le thème retenu pour le sommet est « le Progrès ». À cette occasion, trois personnalités sont mises en exergue en bilan de l'année 2018, Cina Lawson, ministre du Togo des Postes et de l'Économie numérique pour ses projets sur l'accès à internet de la population togolaise, l'écrivaine Leïla Slimani, pour son action sur le multilinguisme, et le néerlandais Boyan Slat, pour sa lutte contre les déchets plastiques dans les océans.
Un fonds de dotation est créé en 2020.
Une « Villa Napoleons » est  prévue pour 2023. Elle suscite une controverse : le bâtiment de l'ancienne école Portagnel a été acquis pour un prix inférieur à celui du marché, et la destination des locaux interroge, puisque le permis de construire indique la réalisation d'un restaurant ainsi que de chambres d'hôtes, ce dernier point en contradiction avec la délibération du conseil municipal,.
À partir de 2023, l'environnement devient un thème majeur des sommets, avec un alignement affiché sur les Objectifs de développement durable de l'ONU.